# Termeno sulla Strada del Vino
Termèno sulla Strada del Vino (in tedesco Tramin an der Weinstraße) è un comune italiano di 3 373 abitanti della provincia autonoma di Bolzano in Trentino-Alto Adige. È un comune di mercato.

## Geografia fisica
Il centro di Termeno sorge nella Val d'Adige (così chiamata nel tratto fra Merano e Rovereto), circa 24 km a sud-ovest del capoluogo di provincia Bolzano. Trento si trova a circa 39 km a sud.
L'altitudine in corrispondenza del paese è di 276 m s.l.m.
Il fiume Adige scorre a oriente del comune, mentre subito a occidente sorge il Monte Roen, nella catena delle Alpi della Val di Non, che segna il confine con la provincia di Trento.

## Origini del nome
Il toponimo è attestato come Traminno nell'855-864, come de Treminno nel 1106-1124 e come Tramin nel 1248 e deriva probabilmente dal latino terminus ("limite"), perché posto al confine fra il territorio dei Tridentini e quello degli Isarci.

## Storia
Il borgo appartenne politicamente per secoli al principato vescovile di Trento, la cui parte settentrionale ne formava a lungo il cosiddetto Deutscher Anteil, ovvero la parte germanofona. Solo su pressioni austriache il vescovo Pietro Vigilio Thun, fautore della politica espansionistica degli Asburgo, cedette il centro con gran parte della sovranità ecclesiastica nel 1777. Termeno rimase quindi sotto il governo austriaco, salva una breve parentesi bavarese nel periodo napoleonico, fino al passaggio dell'Alto Adige all'Italia nel 1918.
Verso la fine della seconda guerra mondiale e nell'immediato periodo postbellico il comune di Termeno, giovandosi del particolare status extraterritoriale decretato dagli Alleati per l'Alto Adige e su specifiche sollecitazioni della sede episcopale di Bressanone (nella persona del vicario Alois Pompanin), rilasciò documenti falsi a diversi criminali nazisti che erano in fuga dalla rotta della Germania nazista: tra di essi vi furono Adolf Eichmann e Josef Mengele, che grazie alle credenziali fasulle poterono usare la ratline altoatesina per rifugiarsi clandestinamente in Sud America, scampando al processo di Norimberga.

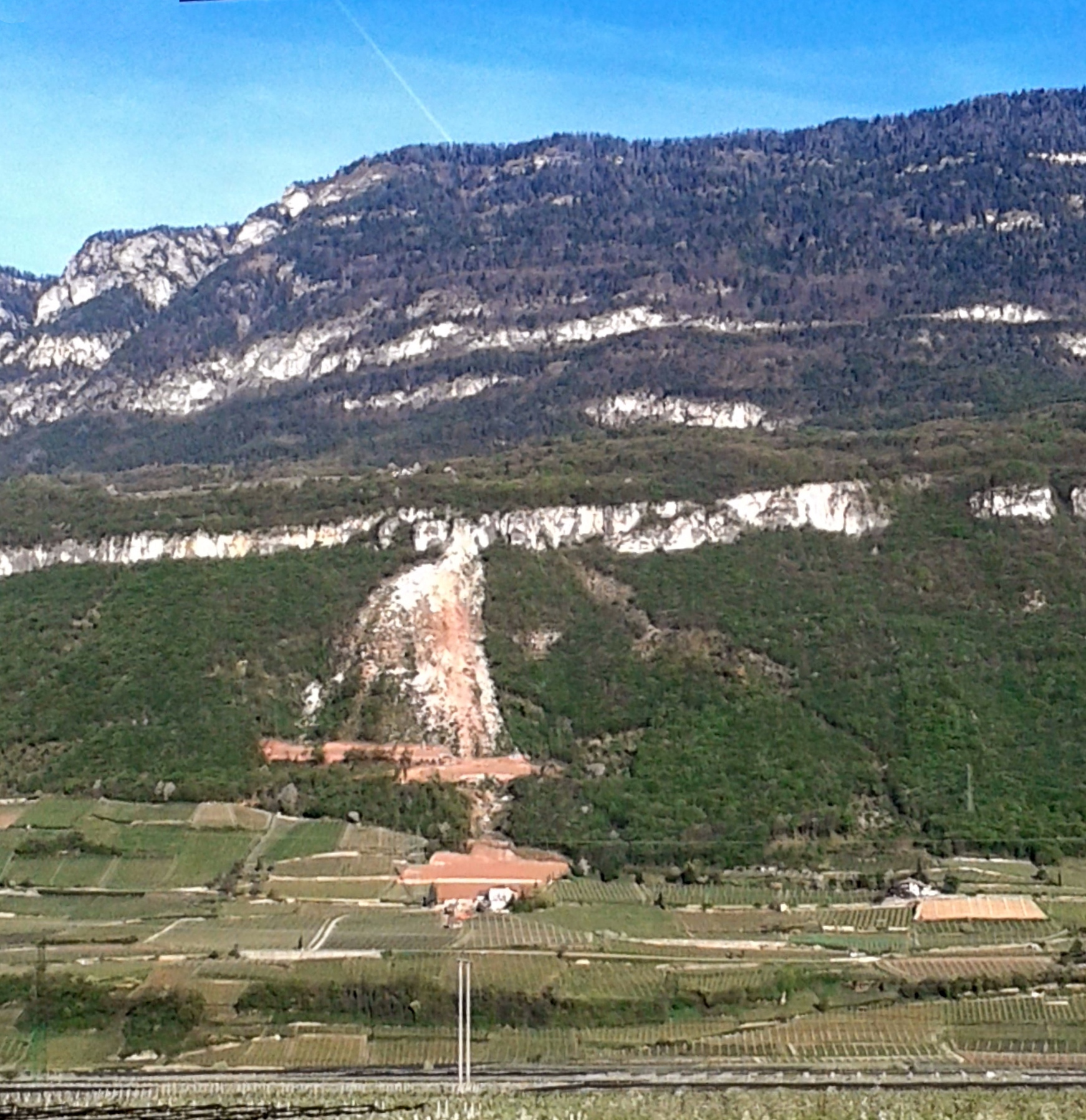
Vista sulla frana del gennaio 2014

Ai primi del 2014 il paese godette di una certa visibilità mediatica a seguito di un evento franoso verificatosi nella frazione di Rungg-Ronchi: circa 4000 m³ di roccia e materiale argilloso distaccatisi dalla cresta montuosa sfiorarono le abitazioni sottostanti; il masso più grande, del volume di circa 400 m³, si fermò presso l'uscio del maso Freisinger, mentre un altro letteralmente sventrò l'annesso cascinale. Non ci furono feriti.

### Simboli
Lo stemma comunale, concesso nel 1929, raffigura una stella d'oro a sei punte sormontata da un crescente rovesciato d'oro, il tutto su campo azzurro.
L'origine della blasonatura non è conosciuta, ma la notevole somiglianza con l'arma dei conti della vicina Appiano (Grafen von Eppan) fa ipotizzare un legame.

## Monumenti e luoghi d'interesse
- Chiesa dei Santi Quirico e Giulitta, la chiesa parrocchiale, con importanti affreschi trecenteschi e la pala d'altare di Martin Knoller.
- Chiesa di San Giacomo a Kastelaz, con due importanti cicli di affreschi all'interno: il più antico, romanico, nell'abside della chiesa originaria, è eccezionale per la rappresentazione degli esseri mostruosi nella parte inferiore. Nella navata è secondo ciclo, databile alla metà del Trecento, mentre nella navata tardo gotica aggiunta agli inizi del Quattrocento è un vasto ciclo di affreschi firmato da "Maestro Ambrogio" e datato 1441.[12]

## Società

### Ripartizione linguistica
La popolazione, al censimento del 2024, è per la sua quasi totalità di madrelingua tedesca:
| %      | Ripartizione linguistica (gruppi principali) |
| ------ | -------------------------------------------- |
| 94,99% | madrelingua tedesca                          |
| 4,69%  | madrelingua italiana                         |
| 0,32%  | madrelingua ladina                           |

### Evoluzione demografica
Abitanti censiti

## Cultura

### Eventi
- Sfilata di carnevale Egetmann

## Economia

### Prodotti tipici
Tra i prodotti tipici di Termeno, va annoverato il "Termeno aromatico" o "Traminer aromatico", noto anche con il nome di Gewürztraminer, un eccellente vino bianco di color giallo paglierino, ottimo per antipasti e piatti di pesce conosciuto ed apprezzato anche all'estero.
È del 2010 la nuova cantina di Termeno, progettata dall'architetto Werner Tscholl; la struttura riprende la forma tipica della vite ed è concepita come vero e proprio segno distintivo della zona.
Per quanto riguarda l'artigianato, è rinomata la lavorazione del vetro finalizzata alla produzione di mosaici e di pitture.
È sede di una importante distilleria di prodotti alcolici condotta da Walter Psenner, nota in particolare per i distillati di frutta.

## Infrastrutture e trasporti
Il paese si trova lungo la Strada del vino dell'Alto Adige, itinerario che unisce i centri dediti alla viticoltura nel meridione altoatesino.
A servizio del paese vi è la stazione di Egna-Termeno sulla ferrovia del Brennero.
Termeno dispone inoltre di un'uscita sull'Autostrada A22 del Brennero, denominata Egna-Ora-Termeno.
Vi transita altresì la ciclabile dell'Oltradige.

## Amministrazione
| Periodo | Periodo | Primo cittadino    | Partito | Carica  | Note |
| ------- | ------- | ------------------ | ------- | ------- | ---- |
| 2005    | 2015    | Werner Dissertori  | SVP     | Sindaco |      |
| 2015    |         | Wolfgang Oberhofer | SVP     | Sindaco |      |

### Gemellaggi
- Rödermark, dal 1978
- Mindelheim, dal 1994
- Schwaz, dal 1998
- Verbania, dal 1986[18]

## Galleria d'immagini

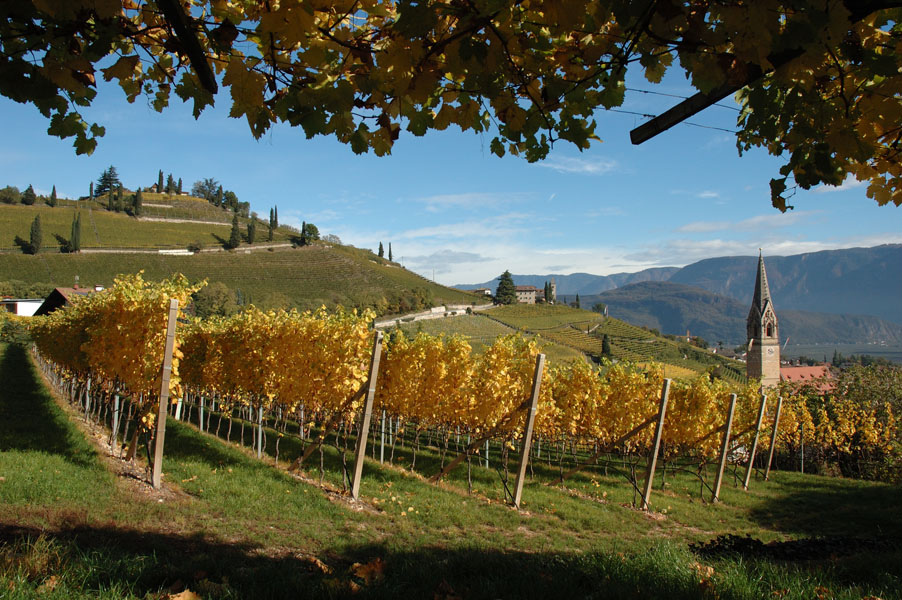
Termeno in autunno - vista da sud
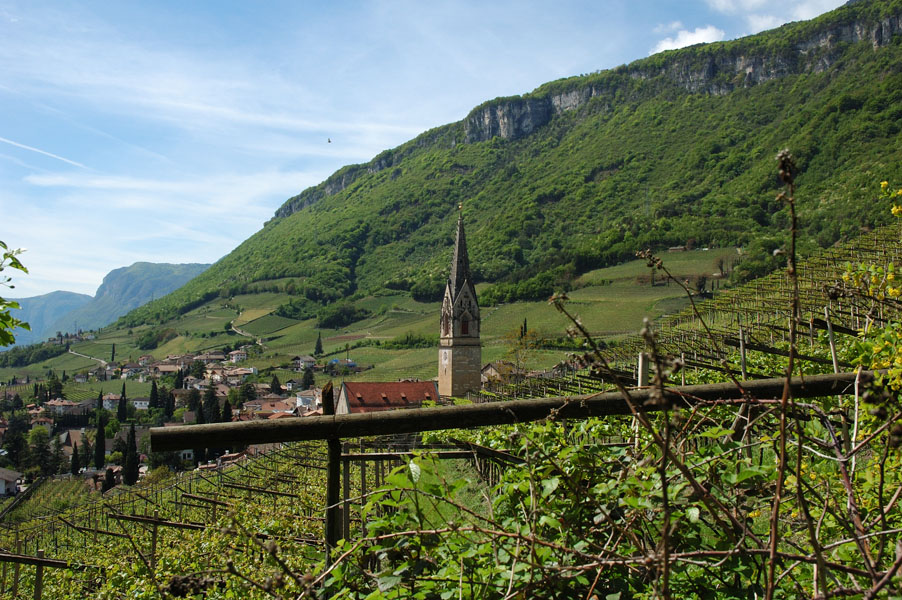
Termeno in primavera - vista da nord
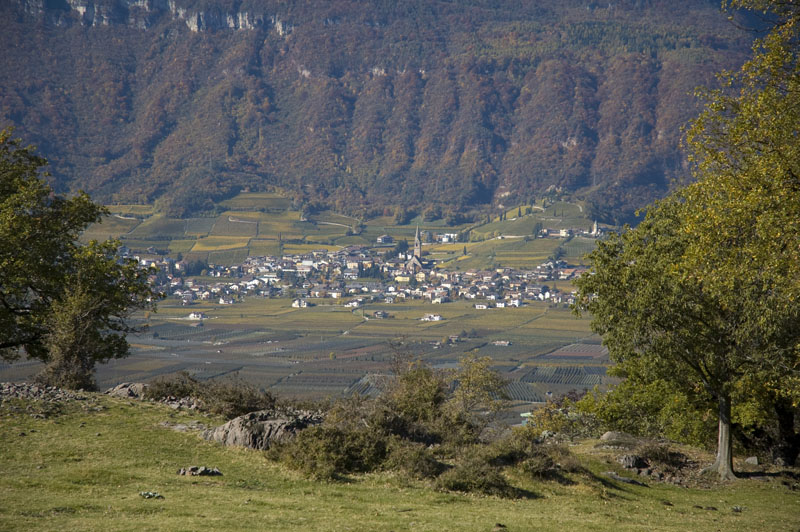
Termeno - vista da est - fotografato da Castelfeder
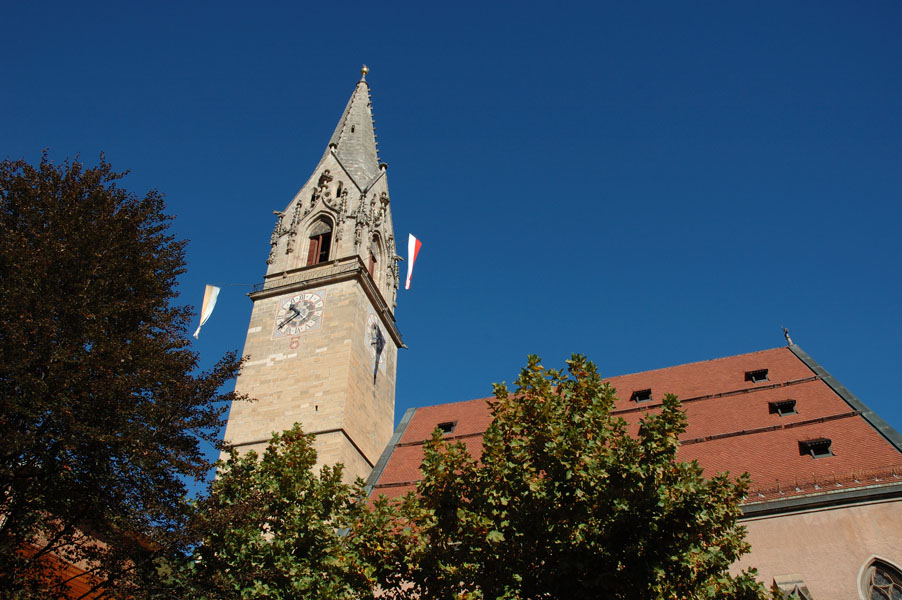
La chiesa parrocchiale di Termeno
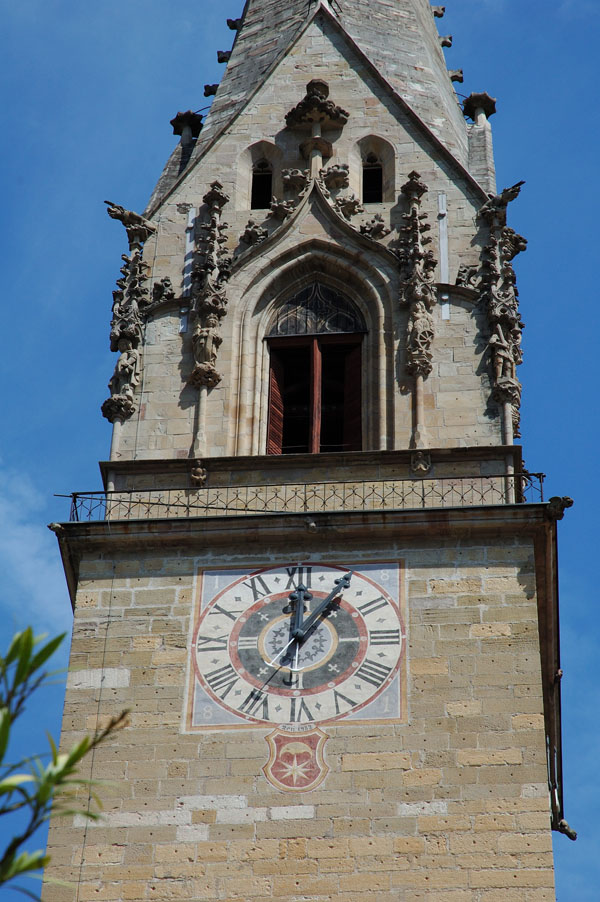
Il campanile murato più alto dell'Alto Adige
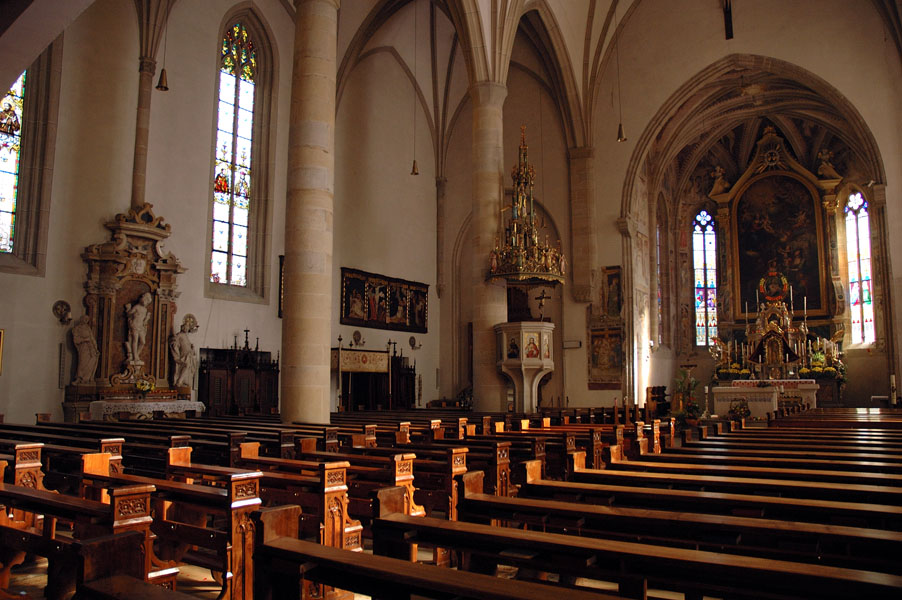
La chiesa parrocchiale di Termeno
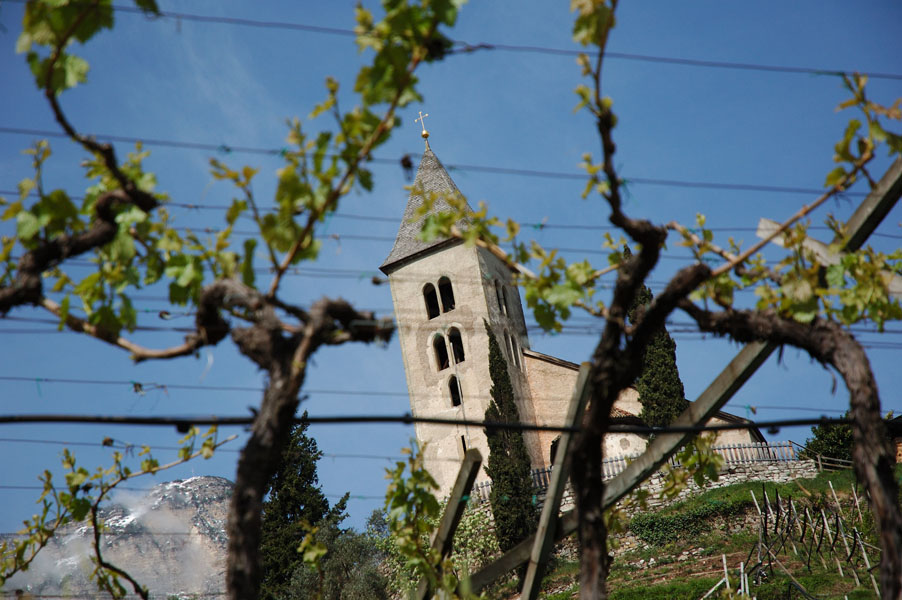
La chiesetta S. Giacomo
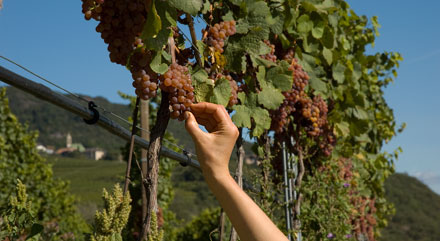
Vigneto con Traminer aromatico (Gewürztraminer) a Termeno - nello sfondo Söll, una frazione di Termeno